# 藤井郷子
藤井 郷子（ふじい さとこ、1958年10月9日 - ）は、日本のアヴァンギャルド・ジャズ・ピアニスト、アコーディオン奏者、作曲家。東京都出身。

## 略歴

### 生い立ち
藤井は1958年10月9日に東京で生まれた。彼女は4歳でピアノを弾き始め、即興とジャズに興味を持つようになる20歳までクラシックのトレーニングを受けてきた。20代になると東京のピアニスト板橋文夫からジャズの指導を受けた。

### その後の人生とキャリア
藤井は1985年にアメリカに行き、1987年にボストンのバークリー音楽大学を卒業した後、1993年になって再びアメリカに戻って、1996年にニューイングランド音楽院でジャズ・パフォーマンスの卒業証書を取得した。音楽院では、ピアニストであるポール・ブレイからもレッスンを受けた。「これは主にカプチーノをめぐる会話で構成されており、自己表現を行うということに関して彼女を楽にした」。1996年、彼らのデュオ・アルバム『サムシング・アバウト・ウォーター』がリリースされた。藤井は「少しずつ自分を受け入れ始めた」大きな出来事だったとコメントしている。彼女は、新郎であるトランペット奏者の田村夏樹（ガトーリブレのリーダー）と一緒に帰国した。彼女はオーケストラ東京など、日本でさまざまなビッグバンドを率いている。1997年には、オーケストラ・ニューヨークを立ち上げた。
2007年頃、藤井、田村、ベーシストの是安則克、ドラマーの堀越彰からなるカルテット「ma-do」が作られた。2010年、藤井は自分自身、田村、トランペット奏者のクリスチャン・プルヴォスト、ドラマーのピーター・オリンズを含むグループである「KAZE」を共同で結成した。彼女は『DuDu』や『Kuro』といったアルバムを含む、ガトーリブレのレコーディングでアコーディオンを演奏している。
藤井は1996年から2009年の間に40枚以上のアルバムをリリースした。2018年、彼女は毎月アルバムをリリースする予定であった。

## 演奏スタイル
マイラ・メルフォードとのピアノ・デュエット・アルバム『Under The Water』について『ダウン・ビート』誌のレビュアーは、「フジイはダイナミクスを大きく変化させ、激しい自由な弾幕から単結晶の音の散りばめまでジャンプカットする」と述べた。 

## ディスコグラフィ

### リーダー・アルバム
- 『サムシング・アバウト・ウォーター』 - Something About Water (1996年、Libra) ※ポール・ブレイとのデュエット
- 『インディケイション』 - Indication (1996年、Libra) ※ピアノ・ソロ
- 『ルッキング・アウト・オブ・ザ・ウィンドウ』 - Looking Out Of The Window (1997年、Ninety-One)
- Kitsune-bi (1999年、Tzadik)
- 『APRIL SHOWER』 - April Shower (2001年、EWE) ※with マーク・フェルドマン
- 『ベル・ザ・キャット!』 - Bell The Cat! (2002年、Tokuma Japan Communications) ※with マーク・ドレッサー、ジム・ブラック
- 『藤吉』 - Toh-Kichi (2002年、Les Disques Victo) ※with 吉田達也
- Erans (2004年、Tzadik) ※with 吉田達也
- 『スケッチ』 - Sketches (2004年、Natsat Music)
- 『イン・ザ・タンク』 - In The Tank (2005年、Libra) ※with 加藤崇之、エリオット・シャープ、田村夏樹
- 『水面』 - Minamo (2007年、Henceforth) ※with カーラ・キールシュテット
- Cities (2009年、Nu-Jazz Europe) ※with レイモンド・マクドナルド、ニール・ダヴィッドソン、田村夏樹、トム・バンクロフト
- 『Under The Water』 - Under The Water (2009年、Libra) ※with マイラ・メルフォード
- 『ゲン・ヒメル』 - Gen Himmel (2013年、Libra)
- 『インビジブル・ハンド』 - Invisible Hand (2016年、Cortez Sound)
- 『DUET』 - Duet (2016年、Long Song) ※with ジョー・フォンダ
- 『アスピレーション』 - Aspiration (2017年、Libra) ※with ワダダ・レオ・スミス、田村夏樹、イクエ・モリ
- 『MIZU』 - Mizu (2018年、Long Song) ※with ジョー・フォンダ
- 『藤井郷子ソロ』 - Solo (2018年、Libra)
- 『TRIAD』 - Triad (2018年、Long Song) ※with ジョー・フォンダ、ジャンニ・ミンモ
- Intelsat (2018年、Alister Spence Music) ※with アリスター・スペンス
- 『ダイアリー2005-2015 〜藤井郷子の音楽日記〜』 - Diary 2005-2015 (2018年、Libra) ※山岡優子演奏
- 『コンフルエンス』 - Confluence (2019年、Libra) ※with ラモン・ロペス
- 『ストーン (ソロ・ピアノ)』 - Stone (2019年、Libra)
- 『Four』 - Four (2019年、Long Song) ※with ジョー・フォンダ
- 『葉月』 - Hazuki (2020年)
- Mantle (2020年、Not Two) ※with 田村夏樹、ラモン・ロペス
- 『化身』 - Keshin (2020年) ※with 田村夏樹
- 『Morning Dream』 - Morning Dream (2021年)